# بوکمارکلت

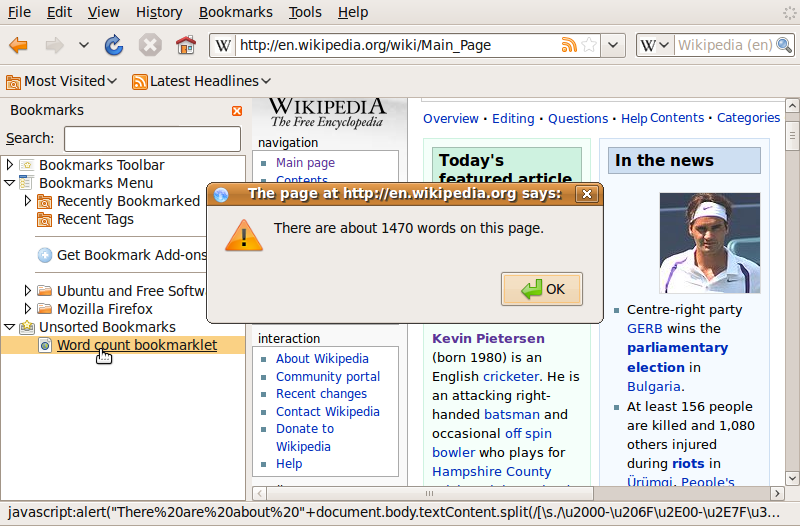
نمایشی از عملکرد یک بوکمارکلت که تعداد واژه‌های روی صفحه را می‌شمارد. مرورگر مورد استفاده فایرفاکس ۳٫۰ روی سیستم‌عامل اوبونتو است.

بوکمارکلت (به انگلیسی: Bookmarklet) ترکیبی از بوکمارک و اپلت است. بوکمارکلت‌ها برنامه‌های جاوااسکریپتی هستند که به صورت بوکمارک در مرورگرها قابل ذخیره‌سازی‌اند و با کلیک‌کردن کاربر روی آن‌ها اجرا می‌شوند. برنامه‌های داخل بوکمارکلت‌ها می‌توانند با اجزای صفحه‌ای که در مرورگر در حال نمایش است ارتباط برقرار کنند.
علاوه بر ذخیره‌سازی به صورت بوکمارک، بوکمارکلت را می‌توان به صورت پیوند نیز ارائه داد. بوکمارکلت‌ها با پروتکل javascript: آغاز می‌شوند و لازم است به صورت یک رشته پشت سر هم (فاقد سرخط) نوشته شوند.
بوکمارکلت‌ها از نظر تعداد نویسه‌های قابل استفاده محدودیت دارند. تعداد نویسه‌های قابل استفاده در یک بوکمارکلت به مرورگر و سکوی رایانش مورد استفاده بستگی دارد.